# Maëva Danois
Maëva Danois (* 10. März 1993 in Caen) ist eine französische Hindernisläuferin.

## Sportliche Laufbahn
2015 nahm Danois an den U23-Europameisterschaften in Tallinn teil und gewann dort in 9:40,89 min die Silbermedaille und stellte damit einen neuen französischen U23-Rekord auf. Zudem nahm sie auch an Crosslauf-Europameisterschaften teil und belegte dort den 19. Rang. 2016 qualifizierte sie sich für die Europameisterschaften in Amsterdam, schied dort aber bereits in der Vorrunde aus. 2017 vertrat sie ihr Land bei der Team-Europameisterschaft in Lille und belegte dort den siebten Platz.

## Bestleistungen
- 3000 Meter Hindernis: 9:40,19 min, 28. Mai 2016 in Oordegem